# Joachim Lafarge

Brevet pour l'établissement, 1791 (Milano, Fondazione Mansutti).

Joachim Lafarge (Crest, 1748 – Parigi, 1839) è stato un banchiere francese.

## Biografia
Figlio di un sarto, le ricchezze familiari gli consentirono di proporre un piano per una tontina, con l'obiettivo di recuperare i debiti contratti dallo Stato. Il 30 ottobre 1790 Lafarge propone il piano all'Assemblea Nazionale, in cui i debiti perpetui statali sarebbero diventate delle rendite a vita al 5%, raccogliendo allo stesso tempo dei sottoscrittori che avrebbero versato nove livres annuali per dieci anni. Al quindicesimo anno il sistema avrebbe erogato una pensione annua di 45 livres a chi fosse stato ancora in vita, aumentando in modo graduale fino a tremila livres annue grazie ai decessi crescenti. L'assemblea non votò sul provvedimento e delegò la decisione all'Accademia delle Scienze per valutarne i calcoli. Meno di un anno dopo, il 2 marzo 1791, Jean Jacques Gouttes ripropone il piano di Lafarge, ma l'opposizione di Robespierre fa rigettare il progetto all'unanimità. Lafarge decide di impostare il piano in modo più utile alla popolazione, fondando la Caisse d'épargnes et de bienfais, meglio nota come Caisse Lafarge. L'istituzione ebbe successo e ottenne 60 milioni di livres da oltre centomila partecipanti. Tuttavia, le critiche mosse in precedenza erano solide, in quanto il tasso di mortalità previsto era del 6%, mentre i decessi furono solo dell'1%. I capitali versati non furono sufficienti a soddisfare il pagamento delle rendite previste e portarono al dissesto dell'istituto, che fu messo in liquidazione nel 1808. Lo scandalo fu grande, anche perché le operazioni di chiusura della casa si conclusero solo nel 1889. Lafarge subì numerose contestazioni da matematici ed economisti, come ad esempio l'economista francese Jean-Baptiste Juvigny.